# Grootoogrog
De grootoogrog (Leucoraja naevus) is een rog uit de familie Rajidae. Deze kraakbeenvis komt voor in kustwateren met een grind- of zandbodem, in de oostelijke Atlantische Oceaan en langs de kusten van Noordwest Afrika en Noord-Europa en in de Middellandse Zee. De grootoogrog is bij 55 cm geslachtsrijp en kan maximaal 72 cm lang worden. De rug is grijsbruin, met veel gele vlekjes, en twee grote zwarte vlekken met een gele rand, op iedere borstvin een. De onderzijde is wit met zwarte vlekjes.

## Status aan de Nederlandse en Belgische kusten
Grootoogroggen komen voor op een diepte van 20 tot 500 m. Langs de Nederlandse kust is deze rog zeer zeldzaam. Er zijn twee vangsten uit 1947 en 1954.

De grootoogrog is minder gevoelig voor overbevissing door visserij met bodemsleepnetten omdat hij kleiner is. In de Middellandse Zee neemt de visserij-intensiviteit die schadelijk kan zijn voor deze rog echter onrustbarend snel toe. Toch staat de soort nog als niet bedreigd op de internationale Rode Lijst van de IUCN.